# Алекпер
Алекпер (араб. Əl Əkbər‎) — мусульманское имя.

## Значение имени
Происходит от арабских аль и Акбар, что относится к 99 именам Аллаха (имя № 37, превосходная степень от кабир)
Акбар используется в такбире, молитве в исламе.

## Распространённость имени
Распространено среди мусульман. Производные формы — Алекпер, Акпер, Акбер, Алиакпер.
Значение имени — высший, старший.
Именем Алекбер звали одного из сыновей имама Хусейна.
В честь одного из имён Аллаха названа мечеть Al-Akbar в Индонезии.
На 2002 год (1380 год по иранскому календарю) занимало 22 место по распространённости в Иране.